# سفارت فرانسه در اتاوا
سفارت فرانسه در اتاوا (به انگلیسی: Embassy of France) یک سفارت در کانادا است که در اتاوا واقع شده‌است.